# Ride the Sky
I Ride the Sky sono una band progressive metal power metal svedese.

## Storia dei Ride the Sky
Nata nel 2006 da un'idea di Uli Kusch, all'epoca batterista dei Masterplan ed ex di Gamma Ray e Helloween, e Bjorn Jansson dei Tears of Anger.
Successivamente si uniscono alla band il chitarrista Benny Jansson, anche lui nei Tears of Anger,
il tastierista Kaspar Dahlqvist e il bassista Mathias Garnas.
Nell'autunno 2006, attraverso la Nuclear Blast, è uscito il primo album della band intitolato New Protection, a cui è seguito un tour di supporto a Epica e Sonata Arctica.
Il 22 aprile 2008 la band ha comunicato lo scioglimento, adducendo come motivazione uno scarso interesse nella stesura del nuovo album sia dei membri del gruppo sia della casa discografica.

## Formazione
- Uli Kusch - batteria (ex Gamma Ray, ex Helloween  ed ex Masterplan)
- Björn Jansson - voce (Tears of Anger)
- Benny Jansson - chitarra (Tears of Anger)
- Mathias Garnas - basso
- Henning Ranseth - tastiere live 2007

### Ex componenti
- Kaspar Dahlqvist - tastiere (2006 - 2007)

## Discografia
- 2007 - New Protection